# Esport Ciclista Barcelona
L'Esport Ciclista Barcelona és una entitat catalana de la ciutat de Barcelona, dedicada a la pràctica i el foment del ciclisme. Era l'entitat organitzadora de la Setmana Catalana de Ciclisme i l'Escalada al Castell de Montjuïc.

## Història
L'Esport Ciclista Barcelona es fundà el 29 de febrer de 1929. En els seus inicis l'entitat es dedicà al cicloturisme, però a finals dels anys 50 començà a organitzar curses ciclistes.
El 9 de febrer de 1962, Joaquim Sabaté i Dausà fou nomenat president del club, on es mantingué fins a la seva mort el 2001. Durant aquest temps, l'entitat ha viscut els seus millors anys, destacant l'impuls donat a dos grans proves: la Setmana Catalana de Ciclisme (1963) i l'Escalada a Montjuïc (1965). L'entitat, a més, col·laborà en l'organització dels dos Campionats del Món de ciclisme disputats a la ciutat de Barcelona els anys 1973 i 1984; així com dos finals d'etapa del Tour de França, un de la Midi Libre i diverses participacions en la Volta ciclista a Espanya, Campionats d'Espanya professionals o Campionats de Catalunya.
Diversos ciclistes professionals s'han format a la pedrera del club, com Josep Lluís Laguía i Pere Muñoz.

## Presidents
- 1929 Josep Santamaria Quintana
- 1931 Cristòfol Campdelacreu Marí
- 1932 Josep Santamaria Quintana
- 1933 Francesc Julià Mata
- 1943 Froilan Mercadé
- 1944 Josep Sedó
- 1947 Francesc Jinto Infante
- 1951 Francesc Julià Mata
- 1953 Diego García Rodríguez
- 1956 Joaquim Sabaté Dausà
- 1956 Cristòfol Tormo Nadal
- 1958 Francesc Julià Mata
- 1962 Joaquim Sabaté Dausà
- 2002 Joaquim Sabaté Bosch